# Лига за свободно програмиране
Лигата за свободно програмиране (на английски: League for Programming Freedom, LPF) е основана през 1989 г. от Ричард Столман.
Създадена е с цел да обедини разработчиците на свободен и лицензиран софтуер, за да се бори срещу софтуерните патенти и разширяването на авторското право. Логото на организацията е Статуята на свободата, която държи в едната си ръка дискета, а в другата ролка – магнитна лента.
Сред другите инициативи Лигата стартира кампанията „Записвай всички файлове във формат GIF“ в опозиция на Unisys при налагане на патента за LZW компресия, използван от CompuServe при графични изображения.
Съдебното дело на Apple срещу Microsoft дава най-силен тласък за създаване на Лигата. Основна причина за съдебното разбирателство стана дизайнът на MS Windows, заимстван от графичния интерфейс на Mac OS. След края на делото Лигата временно преустановява дейност, активизирайки се отново, когато възниква опасност от широко патентоване в областта на софтуера.
Лигата се противопоставя успешно при блокиране на законопроект в Индия, свързан с патентоването на софтуер.
През септември 2009 г. президентът на LPF Дийн Андерсън изпраща известие на бивши членове на LPF за съживяване на членството си с планове за избори на 12 май 2010 г.